# SPACE MAN
『SPACE MAN』(スペース・マン) は、日本のお笑いコンビ・オリエンタルラジオが率いる音楽グループ、RADIO FISHの1枚目のミニ・アルバム。2019年9月25日によしもとミュージックより配信リリース。

## 概要
- 前作『NEWTON』より約8か月振りのアルバム。楽曲プロデュースはRADIO FISHのSKILL-MASTER（FISHBOY・Show-hey・SHiN・RIHITO）が各1曲ずつ担当した。
- 2019年10月2日にZepp DiverCity TOKYOにて行われたワンマンライブ「RADIO FISH NIRVANA 2019」にて収録曲全4曲が初披露された。
- 2020年4月3日には、「神様Disco」のミュージック・ビデオがYouTubeで公開された[2]。MVは「5人の戦士と神によるDisco」をテーマに制作され、メンバーカラーを基調としたイントロの映像とサビの振り付けをメインに、煌びやかな世界を表現されている[3]。

## 収録曲
1. O.I.S～オルスクセクシィー～
  - 作詞：FISHBOY / 作曲・編曲：宮田“レフティ”リョウ

FISHBOYプロデュース楽曲。
2. 神様Disco
  - 作詞：RIHITO / 作曲・編曲：Soul

RIHITOプロデュース楽曲。
3. SPACE MAN
  - 作詞：Show-hey / 作曲・編曲：JUVENILE

Show-heyプロデュース楽曲。
4. Bitter Coffee
  - 作詞：SHiN / 作曲・編曲：JUVENILE

SHiNプロデュース楽曲。